# Maria Gerboth
Maria Gerboth (19 giugno 2002) è una combinatista nordica tedesca.

## Biografia
Attiva dall'agosto del 2014, ai Mondiali juniores di Oberwiesenthal 2020 la Gerboth ha vinto la medaglia d'argento nella gara a squadre mista; ha esordito in Coppa del Mondo il 18 dicembre dello stesso anno a Ramsau am Dachstein in un'individuale Gundersen (20ª) e ai Campionati mondiali a Oberstdorf 2021, dove si è classificata 19ª nel trampolino normale. Ai Mondiali di Planica 2023 si è piazzata 9ª nel trampolino normale e a quelli di Trondheim 2025 è stata 13ª nel trampolino normale e 21ª nella partenza in linea.

## Palmarès

### Mondiali juniores
- 1 medaglia:
  - 1 argento (gara a squadre mista a Oberwiesenthal 2020)

### Coppa del Mondo
- Miglior piazzamento in classifica generale: 10ª nel 2024